# Palais épiscopal du Puy-en-Velay
Le palais épiscopal du Puy-en-Velay est un monument situé dans la ville du Puy-en-Velay dans le département de la Haute-Loire.

## Histoire
L’évêché est inscrit au titre des monuments historiques par arrêté du 23 septembre 1949.